# 稲葉董通
稲葉 董通（いなば まさみち）は、豊後国臼杵藩の第8代藩主。

## 略歴
享保5年（1720年）、父の死去により跡を継ぐ。しかし翌年には、天候不順により藩内に大飢饉が襲って大被害を受け、それによってただでさえ悪化していた藩財政がさらに悪化した。このため、享保14年（1726年）には49か条にわたる倹約令を出して藩財政再建を目指したが、享保17年（1732年）には城下にて大火事が起こるなどして大被害を受けるなど、藩政は多難を極め、藩財政も破綻寸前となった。このような中で失意のうちに元文2年（1737年）正月17日に29歳で死去し、跡を長男・泰通が継いだ。

## 系譜
父母
- 稲葉恒通（父）
- 玉井氏 ー 側室（母）

正室
- 梅渓院 ー 有馬則維の娘

側室
- 河合氏
- 中原氏

子女
- 稲葉泰通（長男）生母は河合氏（側室）
- 市橋長璉[2]（次男）生母は中原氏（側室）
- 稲葉通房（三男）
- 一柳末栄正室